# Planocamerinoides
Planocamerinoides es un género de foraminífero bentónico de la familia Nummulitidae, de la superfamilia Nummulitoidea, del suborden Rotaliina y del orden Rotaliida. Su especie tipo es Nummulites exponens. Su rango cronoestratigráfico abarca el Luteciense (Eoceno medio).

## Clasificación
Planocamerinoides incluye a las siguientes especies:
- Planocamerinoides exponens
- Planocamerinoides umbilicata